# Ciberpsicología
El término ciberpsicología alude a la investigación y desarrollos en la integración de tecnologías e interacción digital en el desarrollo humano. Es un término que no ha sido definido formalmente en español, aunque ya en el año 1999, Ángel Gordo-López en un artículo señalaba que la ciberpsicología no es una rama de conocimiento dentro de la psicología, sino su natural evolución conforme se integra la tecnología e internet en la interacción humana. Este artículo estuvo inspirado en el libro pionero que este autor coeditó con Ian Parker en ese mismo año 1999 en la editorial Macmillan, titulado Cyberpsychology
Se debe señalar que últimamente el término ciberpsicología ha dejado de utilizarse, siendo reemplazado por telepsicología o intervenciones por internet.
 

Son numerosas las referencias a su estudio en inglés desde que John Suler publicó el año 1996 The psychology of cyberspace. La sección de Ciberpsicología de la Sociedad Británica de Psicología la define como:
Un dominio científico interdisciplinario que se centra en los fenómenos psicológicos que surgen como resultado de la interacción humana con la tecnología digital, particularmente Internet. 
La European Federation of Psychologist Associations (EFPA) creó en 2015 un grupo en salud digital, considerando la necesidad de: 
Encuestar, monitorear, investigar y evaluar las aplicaciones de eHealth, así como en los esfuerzos para garantizar la calidad de las aplicaciones y las pautas sobre el uso adecuado de las aplicaciones de eHealth. Al mismo tiempo, se debe exponer a experiencias con aplicaciones seguras y efectivas. Esto debe hacerse preferiblemente en colaboración internacional y junto con otras profesiones de la salud.
En el 2020 se publicaron las recomendaciones de este grupo de trabajo en torno al uso de tecnologías en psicología. EFPA PG on eHealth (2020). Digital psychological interventions recommendations for policy & practice

### Ámbitos de la ciberpsicología
La ciberpsicología al incluir la interacción y mediación de tecnologías en las relaciones humanas, comprende tanto la atención por internet a la salud mental conocida también como telepsicología, así como el uso de aplicaciones y dispositivos electrónicos. 
El auge que experimenta el acceso a la población de internet y dispositivos móviles, contribuye a avanzar en la formalización. Al respecto, la European Federation of Psychologist Associations (EFPA) publicó el 2018 Internet and mobile-based psychological interventions: applications, efficacy and potential for improving mental health. A report of the EFPA e-health taskforce.
En español el 2018 se editó por parte del Colegio Oficial de Psicólogos de Madrid una primera guía de recomendaciones para la telepsicología, mientras que grupos de investigación como Labpsitec, desde los años 90, analizan el uso de aplicaciones en aspectos como la depresión, bulimia o anorexia, entre otros. En un formato en línea, el Congreso Iberoamericano en Ciberpsicología realizado el 2019, puso de relieve las sinergias que permite dar y recibir servicios en línea de salud mental entre países que comparten idioma.
Es un campo en desarrollo, en el cual los desarrollos tecnológicos para salud mental, se suceden a mayor velocidad que la investigación que permita validar con evidencia científica sus efectos.

### Ciberpsicología y COVID-19
A consecuencia de la pandemia internacional COVID-19, las medidas de aislamiento social y cuarentena impusieron medidas de atención en línea a la salud. Entre ellas, la salud mental vía ministerios o colegios profesionales.